# الحملة العلنية

الحملة العلنية: هي مبادرة أطلقها العالم والكاتب ريتشارد دوكنز لزيادة الوعي العام بمدى وجود اللاربوبيين (الملحدين) والمفكرين الأحرار بأفكارهم من خلال تشجيعهم على الظهور.
يقوم الملحدون كجزء من الحملة بتمييز أنفسهم بواسطة الحرف "A" القرمزي اللون الذي هو الحرف الأول من كلمة Atheism أي اللاربوبية (الإلحاد) أو بواسطة غيره من الكتابات التي تساعد على التعرف على الملحدين والذي بحسب مؤسس الحملة قد يساعد في فتح نقاش ومحو الصورة النمطية السلبية عن الملحدين.
كذلك تهدف الحملة إلى تقديم الدعم والتشجيع للملحدين الذين يقررون الظهور والذي - بحسب دوكنز- قد يكون عاديًا أو متوفرًا لاُناس في أجزاء من أوروبا أو في أقاليم من الولايات المتحدة يسودها مفكرون متحضرون حيث لا يكون الدعم أو التشجيع ضروريًا، لكن ذلك -والكلام لا يزال لدوكنز- يمكن أن يوصف بأي شيء إلا أن يكون عاديًا أو تافهًا في مناطق اُخرى من الولايات المتحدة، وأكثر من ذلك في مناطق من العالم الإسلامي حيث عقوبة الردة، حسب النصوص المقدسة في الإسلام، هي الموت
 في إشارة منه -على ما يبدو- إلى حكم الردة في الإسلام.
تشجع الحملة اولئك الذين يرغبون ان يكونوا جزءً منها على التكلم علنًا، وإيصال كلمتهم بشكل منظم، وبطريقة لطيفة في الأماكن التي يوصم فيها الإلحاد اجتماعيًا بالعار.
«هنالك الكثيرون من الملحدين المخبأين بالخزانة وينبغي لهم ان يخرجوا للعلن».. ريتشارد دوكينز
اقترح دوكينز بأن تكون حركة «حقوق المرحين» –لقب اطلقه المثليون على أنفسهم- إلهامًا للحملة. وعلى كافة الأحوال، فإن الحملة تشجع الفرد «لأن يخرج بنفسه»: فهي تحث الملحدين على:
1. الخروج علنًا والتكلم مع الآخرين عن الإلحاد والمساعدة على نشره.
2. التكلم علنًا عن قناعاتهم والقيم التي يحملونها بدون خوف.
3. المطالبة بأن يبقى الدين خارج المدارس والحكومة، وألا يسمح لأحد بالضغط على الآخر بجدول أعماله الدينية.
4. الوقوف علنًا والظهور علنًا في المجتمعات بالمشاركة في نشاطاتها وبإظهار الحرف الأحمر "A".

أصدرت الحملة ثيابًا تحمل شعار الحرف الأحمر السابق، وكذلك التعبير "OUT"، وليس هناك شيء معلن عن الإلحاد غير تلك الرموز. بالرغم من ذلك فإن المؤسسات المسيحية الأمريكية بدأت بحملات مضادة تسمى «نداء اليقظة» (للمسيحيين).
هناك أيضًا برنامج على الفيس بوك لأولئك الذين يرغبون بإعلان وجهة نظرهم لأصدقائهم في الموقع. ويظهر الحرف الأحمر في الصفحة الرئيسية لمن يريد الاشتراك وتشجيع الآخرين على إعلان وجهة نظرهم أيضًا.

## مواضيع ذات صلة
- إلحاد
- وهم الإله
- ريتشارد دوكنز
- لادينية

## وصلات خارجية
- OUT Campaign